# Alexandre de Rhodes

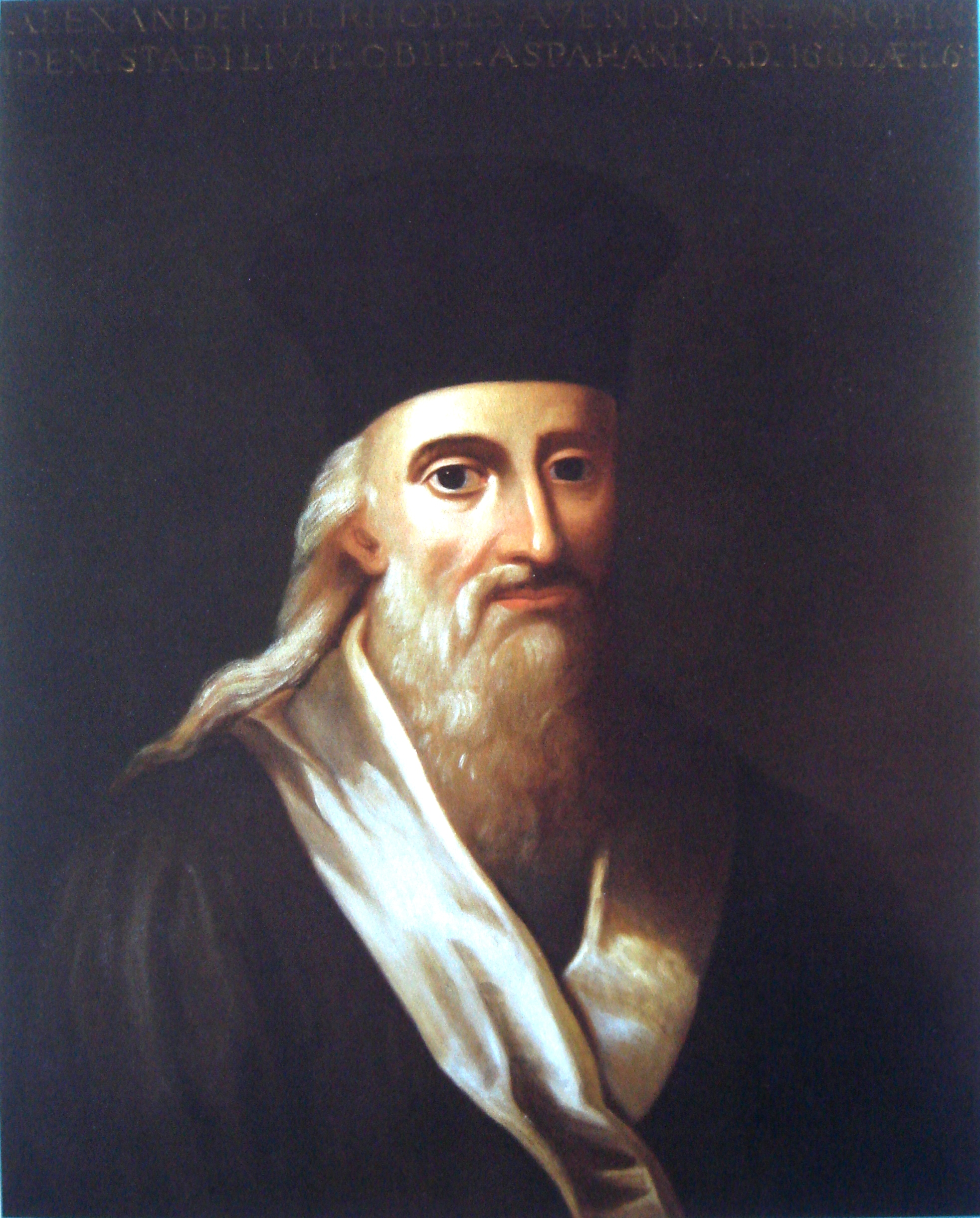
Alexandre de Rhodes

Alexandre de Rhodes (vietnamesisch auch A-Lịch-Sơn Đắc-Lộ; * 15. Januar 1591 oder 1593 in Avignon; † 5. November 1660 in Isfahan) war ein französischer Jesuit und Missionar.

## Leben
Alexandre de Rhodes stammte aus einer Familie von Seidenhändlern mit dem ursprünglichen Familiennamen Rodua, die als Marranen, also zwangskonvertierte Juden, aus Calatayud im Königreich Aragón, vor der spanischen Inquisition in die päpstliche Enklave Avignon geflohen waren, die für ihre religiöse Toleranz bekannt war. Er trat 14. April 1612 in Rom der Gesellschaft Jesu bei und studierte dort Theologie und Naturwissenschaften u. a. bei Christoph Clavius. 1618 trat er seine erste Missionsreise mit Ziel Japan an, verbrachte jedoch zuerst drei Jahre in Goa in Portugiesisch-Indien. 1623 kam er zum portugiesischen Handelsstützpunkt Macau in China. Da sich die Arbeitsbedingungen für Missionare in Japan deutlich verschlechtert hatten, ging er 1624 für drei Jahre in den Süden (Cochinchina) und dann von 1627 bis 1630 in den Norden (Tonking) des heutigen Vietnams. Er fiel jedoch beim Regenten Nguyễn Phúc Lan in Ungnade und kehrte für 10 Jahre nach Macau zurück, wo er Theologie unterrichtete. 1640 konnte er nochmals für fünf Jahre nach Cochinchina reisen und missionieren, wurde dann auch dort des Landes verwiesen. Von 1645 bis 1649 reiste er über Java, Indien, Persien, Armenien und Anatolien nach Rom zurück. Dort empfahl er die Lösung der bisher über Portugal durchgeführten Kirchenverwaltung in Ostasien und Installation einer eigenständigen Ortskirche u. a. mit eigenen Bischöfen. 1655 wurde er nach Persien entsandt, wo er bis zu seinem Lebensende verblieb.
Sein bedeutendstes Werk war das Dictionarium Annamiticum, Lusitanum, et Latinum, ein vietnamesisch-portugiesisch-lateinisches Wörterbuch und das erste Buch, das in Europa mit Vietnamesischer Sprache erschien. Rhodes wird oft auch die Entwicklung der vietnamesischen Schrift zugeschrieben, welche auf dem lateinischen Alphabet basiert. Jedoch entwickelte der Portugiese Francisco de Pina bereits die Schrift, die später von Gaspar do Amaral und António Barbosa weiterentwickelt wurde. Es beschreibt einen früheren Lautstand des Vietnamesischen (z. B. Konsonantenkombinationen bl-, tl-, ml- am Silbenanfang, die nicht mehr existieren), wird jedoch im Wesentlichen unverändert bis heute unter dem Namen Quốc ngữ (von chin. 國語, „Nationalsprache“) verwendet.

## Werke
- Relazione de’ felici successi della Santa Fede predicata da’ Padri della Compagnia di Giesu nel Regno di Tunchino, 1650
- Dictionarium Annamiticum, Lusitanum, et Latinum ope sacrae congregationis de propaganda fide in lucem editam ab Alexandro de Rhodes e Societate IESU, eiusdemque Sacrae Congregationis Missionario Apostolico, Rom 1651.
- Tunchinensis historiæ libri duo, quorum altero status temporalis huius regni. altero mirabiles evangelicae praedicationis progressus referuntur. coeptae per patres Societatis Jesu, ab anno 1627 ad annum 1646, Lyon 1652
- Histoire du Royaume de Tunquin, et des grands progrez que la predication de l’evangile y a faits en la conuersion des infidelles. Depuis l’année 1627. iusques à l’année 1646. / 1652 Relation des progrez de la foy au Royaume de la Cochinchine vers les derniers quartiers du Levant, 1652
- Sommaire des divers voyages, et missions apostoliques, du R. P. Alexandre de Rhodes ... à la Chine, & autres royaumes de l’Orient, auec son retour de la Chine à Rome. Depuis l’année 1618 jusques à l’année 1653, 1653
- La glorieuse mort d’André catechiste de la Cochinchine, qui a le premier versé son sang pour la querelle de Iesus-Christ, en cette nouuelle Eglise, Paris 1653
- Histoire de la vie et de la glorieuse mort de cinq peres de la Compagnie de Iesus, qui ont souffert dans le Iapon. Auec trois seculiers, en l’année 1643, 1654
- La glorieuse mort d’André catechiste de la Cochinchine, 1654
- Divers voyages du P. Alexandre de Rhodes en la Chine, & autres Roiaumes de l’Orient, auec son retour en Europe par la Perse & l’Armenie, 1666
- Des Pater Alexander von Rhodes aus der Gesellschaft Jesu Missionsreisen in China, Tonkin, Cochinchina und anderen asiatischen Reichen. Freiburg im Breisgau : Herder, 1858